# Шталенков, Михаил Алексеевич
Михаи́л Алексе́евич Шталенко́в (род. 20 октября 1965, Москва) — советский и российский хоккеист, вратарь. На драфте НХЛ 1993 года выбран в пятом раунде под 108-м номером командой «Анахайм Майти Дакс». В НХЛ провёл 7 сезонов.

## Клубная карьера
Воспитанник спортшколы московского «Динамо». В 1990 году впервые стал чемпионом СССР в составе «Динамо», прервав 13-летнюю победную серию ЦСКА в чемпионатах. В 1991 и 1992 годах также становился чемпионом страны в составе «Динамо».
В 1992 году перешёл в клуб Интернациональной хоккейной лиги «Милуоки Эдмиралс». После одного сезона в ИХЛ на драфте НХЛ 1993 года выбран в пятом раунде под 108-м номером командой «Анахайм Майти Дакс» и провёл 5 сезонов в команде.
На драфте для команд новичков НХЛ в 1998 году выбран клубом «Нэшвилл Предаторз», однако потом перешёл в «Эдмонтон Ойлерз». Также играл за «Финикс Койотс» и «Флорида Пантерз». В 2000 году вернулся в «Динамо». В 2002 году завершил карьеру хоккеиста.
В настоящее время продолжает выступать в ветеранских турнирах в составе ХК «Легенды хоккея СССР».

## Карьера за сборную
Выступал за сборные СССР, СНГ, России. В составе сборной СНГ стал олимпийским чемпионом 1992 года. В составе сборной России стал серебряным призёром Олимпийских игр 1998 года. Также выступал за сборную России на чемпионатах мира 1992, 1994, 1996, 2001.

## Статистика в НХЛ

### Регулярный сезон
| Сезон     | Команда                             | И        | Мин           | В       | П       | Н     | ПШ       | Г/М            |
| --------- | ----------------------------------- | -------- | ------------- | ------- | ------- | ----- | -------- | -------------- |
| 1993—1994 | Анахайм Майти Дакс                  | 10       | 543           | 3       | 4       | 1     | 24       | 2,65           |
| 1994—1995 | Анахайм Майти Дакс                  | 18       | 810           | 4       | 7       | 1     | 49       | 3,63           |
| 1995—1996 | Анахайм Майти Дакс                  | 30       | 1637          | 7       | 16      | 3     | 85       | 3,12           |
| 1996—1997 | Анахайм Майти Дакс                  | 24       | 1079          | 7       | 8       | 1     | 52       | 2,89           |
| 1997—1998 | Анахайм Майти Дакс                  | 40       | 2049          | 13      | 18      | 5     | 110      | 3,22           |
| 1998—1999 | Эдмонтон Ойлерз Финикс Койотс Сезон | 34 4 38  | 1819 243 2062 | 12 1 13 | 17 2 19 | 3 1 4 | 81 9 90  | 2,67 2,22 2,62 |
| 1999—2000 | Финикс Койотс Флорида Пантерз Сезон | 15 15 30 | 904 882 1786  | 7 8 15  | 6 4 10  | 2 2 4 | 36 34 70 | 2,39 2,31 2,35 |
| Всего     |                                     | 258      | 13814         | 90      | 111     | 27    | 640      | 2,48           |

### Плей-офф
| Сезон     | Команда            | И | Мин | В | П | ПШ | Г/М  |
| --------- | ------------------ | - | --- | - | - | -- | ---- |
| 1996—1997 | Анахайм Майти Дакс | 4 | 211 | 0 | 3 | 10 | 2.84 |